# 五尖槭
五尖槭（学名：Acer maximowiczii）是无患子科槭属的植物，为中国的特有植物。分布于中国大陆的四川、山西、青海、河南、陕西、湖北、湖南、贵州、甘肃等地，生长于海拔1,800米至2,500米的地区，一般生于林边及疏林中，目前已由人工引种栽培。

## 别名
马斯槭（中国树木分类学报）、马氏槭（植物分类学报）

## 异名
- Acer maximowiczii Pax ssp. porphyrophyllum Fang